# Magdalena Walter-Mazur
Magdalena Walter-Mazur – polska muzykolog, dr hab. nauk humanistycznych, profesor uczelniany Instytutu Muzykologii Wydziału Nauk o Sztuce Uniwersytetu im. Adama Mickiewicza w Poznaniu.

## Życiorys
13 października 2003 obroniła pracę doktorską Auf Italian Madrigalische Manier: niemiecki motet madrygałowy jako fenomen kulturowy i stylistyczny, 25 maja 2015 habilitowała się na podstawie pracy zatytułowanej Figurą i fraktem. Kultura muzyczna polskich benedyktynek w XVII i XVIII wieku. Objęła funkcję adiunkta i profesora nadzwyczajnego w Instytucie Muzykologii na Wydziale Historycznym Uniwersytetu im. Adama Mickiewicza w Poznaniu, a także członka Związku Kompozytorów Polskich i Poznańskiego Towarzystwa Przyjaciół Nauk i poznańskiego oddziału RISM (Międzynarodowy Katalog Źródeł Muzycznych).

## Publikacje
- 2004: Christoph Bernhard, Tractatus compositionis augmentatus, opracowanie i przekład
- 2004: Motet madrygałowy w protestanckich Niemczech I połowy XVII wieku
- 2007: Muzyka jako Wotum. Angst der Hellen und Friedel der Selen Burkharda Grossmanna (1623)[1]
- 2014: Figurą i fraktem. Kultura muzyczna polskich benedyktynek w XVII i XVIII wieku[1]
- 2012: Sanctimonialis autem femina. Magnificat, motety i pieśni na dwa chóry żeńskie z rękopisu L 1643 Biblioteki Diecezjalnej w Sandomierzu, opracowanie i wstęp
- 2017: Zapomniany instrument, zapomniana praktyka. Tromba marina w klasztornym muzykowaniu w XVIII wieku
- 2018: The Musical Culture of Polish Benedictine Nuns in the Seventeenth and Eighteenth Centuries
- 2019: Muzyka w służbie klasztornej dyplomacji
- 2019: Nauka gry na instrumentach klawiszowych w szkole sandomierskich benedyktynek
- 2020: Oratorium pasyjne Der Tod Jesu Carla Heinricha Grauna w kontrafakturowanych przekazach z katolickich ośrodków dawnego Śląska oraz ślad jego recepcji na ziemi sandomierskiej
- 2021: The Music Manuscripts at the Diocesan Library in Sandomierz. A Thematic Catalogue, Vol. I: Repertoire of Church Ensemble and Keyboard Music  (współautorzy: K. Kaźmierczak, M. Wysocki)
- 2021: Źródło muzyczne i jego specyfika a perspektywy badań w muzykologii[3]